# Deicide

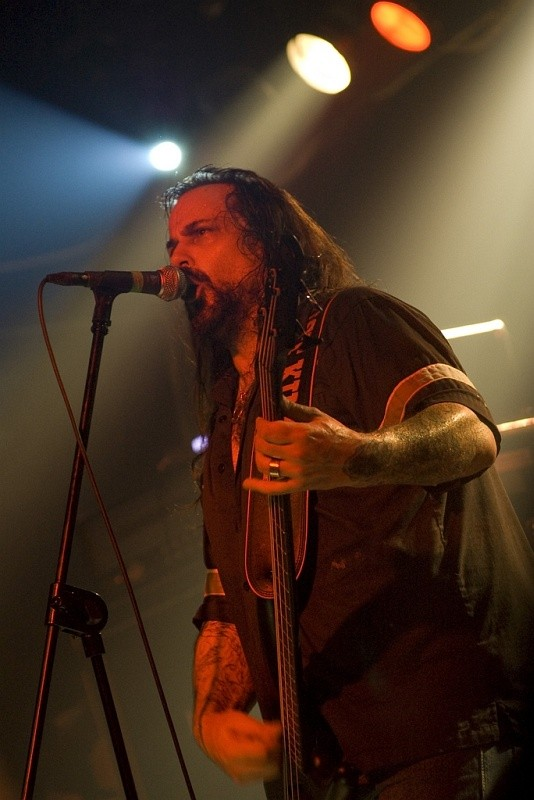
Glen Benton

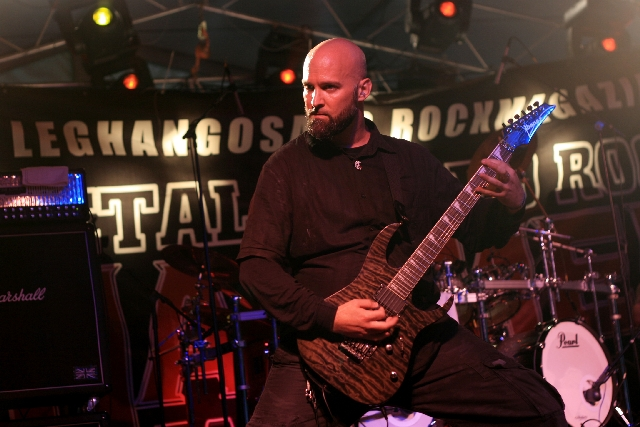
Kevin Quirion

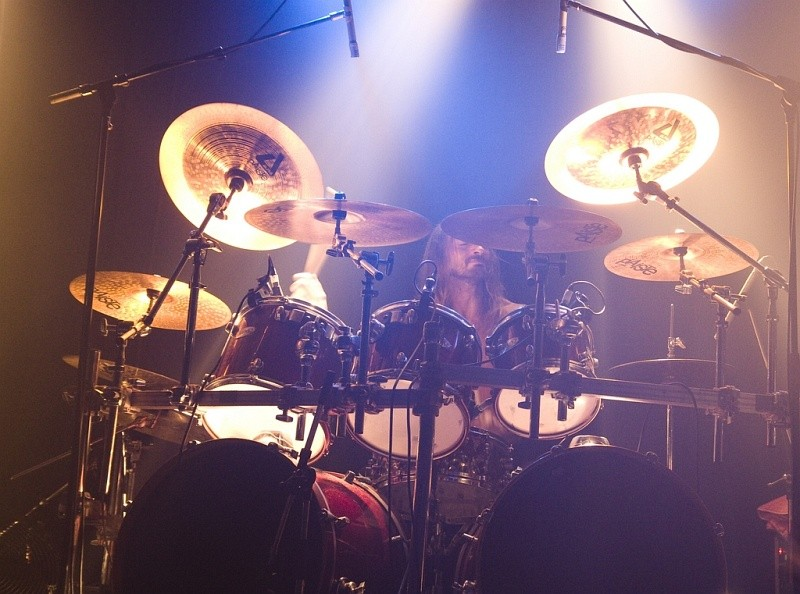
Steve Asheim

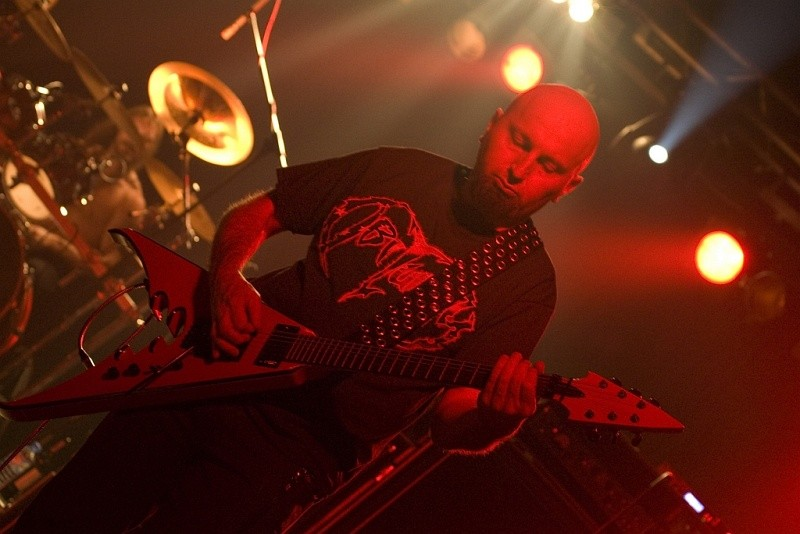
Jack Owen

Deicide är ett death metal-band från Tampa, Florida som bildades 1987. Det självbetitlade debutalbumet gavs ut 1990. Deicides tolfte album "Overtures of Blasphemy" släpptes i september 2018. Deicides låttexter handlar om satanism och antikristendom.

## Historia

### Bildandet och de första utgivningarna (1987–1992)
Deicide bildades 1987, i Tampa under namnet Amon. Gruppen bestod då av Glen Benton på sång och basgitarr, bröderna Chris och Brian Hoffman på gitarr och Steve Asheim på trummor. Bandet bytte 1989 namn till Deicide efter att de skrivit på ett skivkontrakt med Roadrunner Records. Roadrunner släppte år 1990 gruppens självbetitlade debutalbum, som spelades in i Morrisound Studio, Tampa, en studio som gruppen senare använt för alla sina skivinspelningar. Deicide följde upp sitt debutalbum 1992 med plattan Legion, som blev en omedelbar framgång. Plattan etablerade också Deicide i den amerikanska death metal-scenen. Under tiden fick bandet snabbt ett rykte för de kontroverser de var inblandade i. Bandets live-uppträdanden matchade det extrema i deras musik och låttexter. Med ett upp och ner vänt kors inbränt i pannan tilldelade Benton sig själv rollen som en inkarnation av ren ondska. Vid scenframträdandena blev han känd för saker som att slänga påsar fulla med riktiga djurorgan på publiken. Detta ledde till att Deicide blev snabbt bannlyst från klubbar, bojkottade av tidskrfter och svartlistade av kristna grupper och djurrättsaktivister. Gruppen, som var starkt emot etablissemanget, älskade detta. Hellre än att dra sig undan från kontroverserna provocerade och deltog gruppen gärna i dem.

### 1993–1999
Efter framgången med Legion gav Roadrunner Records ut Amons demo-inspelningar 1993, albumet fick namnet Amon: Feasting The Beast. Skivan gav nya fans en glimt av bandets råare rötter. Deicides tredje fullängdsalbum, Once Upon the Cross, kom våren 1995. Som om de ville bevisa att de inte hade några tankar på att lägga av, valde bandet en bild på en uppskuren Jesus som omslagsbild till sitt album. Detta omslag blev censurerat men inte förrän det hade genererat mycket publicitet för albumet. Bandet släppte hösten 1997 sitt fjärde fullängdsalbum, Serpents of the Light följt av ett livealbum, When Satan Lives, 1998. Genom hela 90-talet finslipade Deicide gradvis sin onda musikaliska attack, och nådde nya nivåer av brutalitet och precision. Trots att Glen Benton blev pappa, ledde han outtröttligt sitt band runt om i världen, och gjorde oräkneliga framträdanden för mängder av hängivna fans. Trots censur, bombhot och svartlistning så hade gruppen inga planer på att sluta eller förändra sin artistiska vision. Motgångarna gav bränsle till deras misantropiska föreställningsvärld.

### 2000–2004
Gruppens femte fullängdsalbum, Insineratehymn, släpptes sommaren 2000 och följdes upp av det sjätte fullängdsalbumet, In Torment in Hell, 2001. Det senare albumet markerade slutet på Deicides långa skivkontrakt med Roadrunner Records. I november 2002 skrev bandet på ett nytt kontrakt med skivbolaget Earache Records. Det sjunde fullängdsalbumet, Scars of the Crucifix, som gavs ut i februari 2004 var det första som Earache Records släppte med bandet. Albumet kom med en DVD under namnet Behind the Scars: Underneath the Skin of Deicide. Detta albumet blev en stor framgång och förde Deicide till toppen av Earaches lista över de bäst säljande artisterna det året. Efter den enorma popularitet av deras inspelade material, inledde Deicide en frenetiskt världsturné, och spelade med Clutch i Nordamerika. Dock blev dessa spelningar kortlivade då bandet drog sig ur turnén för att sedan i september starta en ny med sig själva som rubrikband och Goatwhore, Cattle Decapitation och Jungle Riot som förband. Det visade sig dock att Deicide inte hade den uthållighet som krävdes för att genomföra hela turnéschemat och de ställde in framträdanden i Europa inklusive framträdandet på Wacken Open Air i Tyskland. Deicides skakades bröderna Brian och Eric Hoffman hoppade av. Brödernas avhopp chockerade bandets fans världen över, och när bröderna hävdade att det var de som ägde rättigheterna till bandnamnet såg gruppens framtid osäker ut.

### 2004–2008
Efter att Hoffman-bröderna hoppade av bandet omstrukturerade Glen Benton och Steve Asheim snabbt bandet och lade till gitarristen Jack Owen och Dave Suzuki och reste iväg på en fullspäckad Europaturné med franska Arkhon Infaustus. Bandet samarbetade också med band som Immolation och Skinless på en USA-turné där Ralph Santolla gjorde inhopp på gitarr. Deicides beslut att samarbeta med liknande artister var framträdande vid all-star metal kvällen vid New Yorks Nokia Theatre för Roadrunner Records 25-årsjubileumsfirande. Glen Benton spelade där en cover av Obituarys låt "The End Complete", tillsammans med Sepulturas Andreas Kisser, ex-Fear Factory medlemmen Dino Cazares och Slipknots Paul Gray och Joey Jordison. Deicides debutdvd, When London Burns, som innehåller en livekonsert filmad i London 2004 släpptes tidigt 2006. Samma år släppte gruppen sitt åttonde fullängdsalbum, The Stench of Redemption. Gitarrljudet på detta album var mer melodiskt än förut och framfördes av Jack Owen och Ralph Santolla. En EP som innehöll två spår ifrån albumet, endast tänkt för nedladdning, var planerad att släppas den 6 juni 2006. The Stench of Redemption blev en stor framgång och fick positiv kritik från både fansen och musikpressen, The Metal Observer kallade albumet för "one of the best album of the year, by the most improved band of the year" ("ett av årets bästa album, från ett av årets mest förbättrade band"). Ett år senare lämnade Ralph Santolla bandet för att gå med i Obituary. Kort därefter gick Jack Owen med i Estuary för deras Balkans AssassiNation Tour. Gruppen samlades igen inför inspelningen, då med Ralph Santolla som sessionmusiker, för bandets nionde fullängdsalbum, Till Death Do Us Part, som gavs ut på våren 2008.

### 2009–
Deicide skrev på ett nytt skivkontrakt med Century Media år 2009. Benton uttalade sig varmt om skivkontraktet med Century Media: "I want to say it is an honor to be an official CM artist. I look forward to working with the fine folks at CM and providing them with our style of metal. I can ensure you that what surfaces will definitely be nothing less than a total bash-your-face-in-from-start-to-finish, bastard. HAIL SATAN!!!!" Gruppen påbörjade arbetet med ett tionde fullängdsalbum, med Ralph Santolla som gitarrist. Albumet fick titeln To Hell with God och spelades in i Audohammer Studios med Mark Lewis som producent. Ursprungligen var planen att albumet skulle släppas under 2009, men blev det blev framskjutet och släpptes först 15 februari 2011.

## Kontroverser
Deicide har varit inblandat i många kontroverser på grund av deras album och sångtexter som ofta innehåller våldsamt antikristna teman, låtar som bland annat "Fuck your God" ("åt helvete med din gud"), "Behead The Prophet" ("halshugg profeten") och "Scars of the Crucifix" ("krucifixets ärr"). Denna inställning förstärktes visuellt av frontmannen Glen Benton som har bränt in ett inverterat kors i sin panna. Trummisen Steve Asheim har vid en intervju sagt: "The whole point of Satanic music is to blaspheme against the church". ("Poängen med satanisk musik är att häda mot kyrkan".) "I don't believe in or worship a devil. Life is short enough without having to waste it doing this whole organised praying, hoping, wishing-type thing on some superior being". ("Jag varken tror eller dyrkar en djävul. Livet är kort nog utan att behöva kasta bort det på att göra det här organiserade bedjandet, hoppande, önsketänkande-typ grejen riktat mot en överlägsen varelse").
För att bevisa sin genuina satanistiska natur, hävdade Benton tidigt under 1990-talet att han skulle begå självmord vid 33 års ålder, för att "spegla" en livslängd motsatt den av Jesus Kristus. Dock passerade han den åldern år 2000 utan att begå självmord. År 2006 hävdade han att dessa uppgifter varit "enfaldiga uttalanden" och det var "endast fegisar och förlorare" som väljer att begå självmord.
Deicide har blivit bannlysta från att spela på ett flertal ställen (bland annat Valparaiso, Chile på grund av en affisch som visade Jesus med ett kulhål i pannan) och vid olika festivaler som Hellfest, efter att ett flertal gravar blivit nedsprayade med When Satan Rules His World ("när satan härskar över sin värld"), som är titel på en sång från Deicides album Once Upon the Cross, från 1995. 2006 blev bandets musikvideo för Homage for Satan, som innehåller blod-befläckade zombier som jagar en präst bannlyst från den brittiska musik-tv-kanalen Scuzz.
Under tidigt 1990-tal, när Deicide var på Europaturné med det nederländska death metal-bandet Gorefest, exploderade en bomb under Gorefests framträdande i en klubb i Stockholm. Bomben var belägen på baksidan av scenen, bakom en kraftig brandsäker dörr. Explosionen var tillräckligt kraftigt för att deformera dörren och sprängde av gångjärnen. Deicide lyckades att spela tre låtar innan polisen bestämde sig för att stoppa konserten och evakuera klubben. Glen Benton la skulden för bomben på den skandinaviska black metal-scenen, där Deicides typ av death metal var föraktad, men många personer la skulden på djurrättsaktivister som var förargade på Deicides låttextsteman som bland annat innehöll djur som offrades.
BBC producerade en dokumentär om death metal-musik, Death Metal Murders, som sändes 2005. Programmet innehöll en intervju med Benton som utpekades som kärninfluensen i ett dödsfall av en ung italiensk death metal-fanatiker.
Amerikanska soldater brukar spela musik för att tortera fångar, och den låt som de irakiska fångarna på Guantanamo fick höra mest var Fuck Your God.

## Medlemmar
Nuvarande medlemmar
- Glen Benton – sång, bas (1989– ) (ex-Amon, ex-Vital Remains)
- Steve Asheim – trummor (1989– ), gitarr (2008) (ex-Amon, ex-Council of the Fallen, ex-Evil Amidst, ex-Carnage, också i Order of Ennead)
- Kevin Quirion – gitarr (2008–2009, 2011– ) (också i Order of Ennead, Shadow Society, ex-Council of the Fallen)
- Chris Cannella – gitarr (2019– ) (ex-N17)

Tidigare medlemmar
- Brian Hoffman – gitarr (1987–2004) (nu i Amon, ex-Carnage)
- Eric Hoffman – gitarr (1987–2004) (nu i Amon, ex-Carnage)
- Jack Owen – gitarr (2004–2016) (ex-Cannibal Corpse, ex-Beyond Death, ex-Adrift, ex-Estuary, ex-Grave Descent)
- Ralph Santolla – gitarr (död 2018)

(2005–2007, 2008 (studio), 2009, 2010–2011) (Millennium, Devil's Highway, Deadscream, ex-Obituary, ex-Death, ex-Iced Earth, ex-Sebastian Bach & Friends, ex-Hollow, ex-Memorain, ex-Melechesh, ex-Eyewitness, ex-Stare)
- Mark English – gitarr (2016–2019) (också i Monstrosity)

Turnerande medlemmar
- Dave Suzuki – gitarr (2004–2005) (nu i Churchburn, ex-Vital Remains, ex-Silent Raven Fell, ex-Faust, ex-Wolves Under Azurean Midnight, ex-Sin of Angels)
- Seth Van de Loo – sång (2007) (också livemusiker i Extreme Cold Winter, Infected Flesh, Severe Torture, Voodoo Gods, Nader Sadek, ex-Centurian, ex-Nox, ex-Bloodsoaked)
- Garbathy "Yaha" (Dariusz Kułpiński) – basgitarr, sång (2007) (ex-Dissenter, ex-Bloodlust)

Bidragande musiker (studio)
- Bob Larson – sång (2001)
- Ralph Santolla – gitarr (2008)

## Diskografi
Studioalbum
- 1990 – Deicide
- 1992 – Legion
- 1995 – Once Upon the Cross
- 1997 – Serpents of the Light
- 2000 – Insineratehymn
- 2001 – In Torment in Hell
- 2004 – Scars of the Crucifix
- 2006 – The Stench of Redemption
- 2008 – Till Death Do Us Part
- 2011 – To Hell With God
- 2013 – In the Minds of Evil
- 2018 – Overtures Of Blasphemy
- 2024 – Banished by Sin

EP
- 2006 – The Stench of Redemption 666 EP
- 2007 – Doomsday L.A.

Livealbum
- 1998 - When Satan Lives
- 2010 – When London Burns
- 2010 – Deicide (Live in Nottingham)

Samlingsalbum
- 1993 – Amon: Feasting the Beast
- 2003 – The Best of Deicide
- 2013 – The Complete Roadrunner Collection 1990-2001 (6xCD box set)
- 2016 – The Best of Deicide

Video
- 2006 – When London Burns (DVD)
- 2007 – Doomsday L.A. (DVD)